# Craig Wells
Craig Wells (San Francisco, 5 agosto 1963) è un chitarrista e compositore statunitense prevalentemente noto come membro della band Metal Church.

## Biografia
Iniziata a suonare la chitarra all'età di 13 anni, a soli 17 è il fondatore della band heavy metal Metal Church, band che lascia nel 1995, per poi tornarvi nel 1998 e lasciare in maniera definitiva la band nello stesso anno.
Dopo aver partecipato ad altri progetti musicali, nel 2019 si ritira definitivamente dalle scene.

## Discografia

### Solista
- 1990 - Twisted Metal
- 2000 - Double Shoot Metal
- 2002 - Feel the Noiz

### Con i Metal Church
- 1984 – Metal Church
- 1986 – The Dark
- 1989 – Blessing in Disguise
- 1991 – The Human Factor
- 1993 – Hanging in the Balance

### Collaborazioni
- 1992 - Parallel Love
- 1998 - A Perfect Strangers - Marianne faithfull
- 2004 - The Mold - Chris Caffery